# 恩智站
恩智站（日语：／ Onji eki */?）是位於大阪府八尾市恩智中町一丁目，近畿日本鐵道（近鐵）的大阪線車站。車站編號為「D14」。

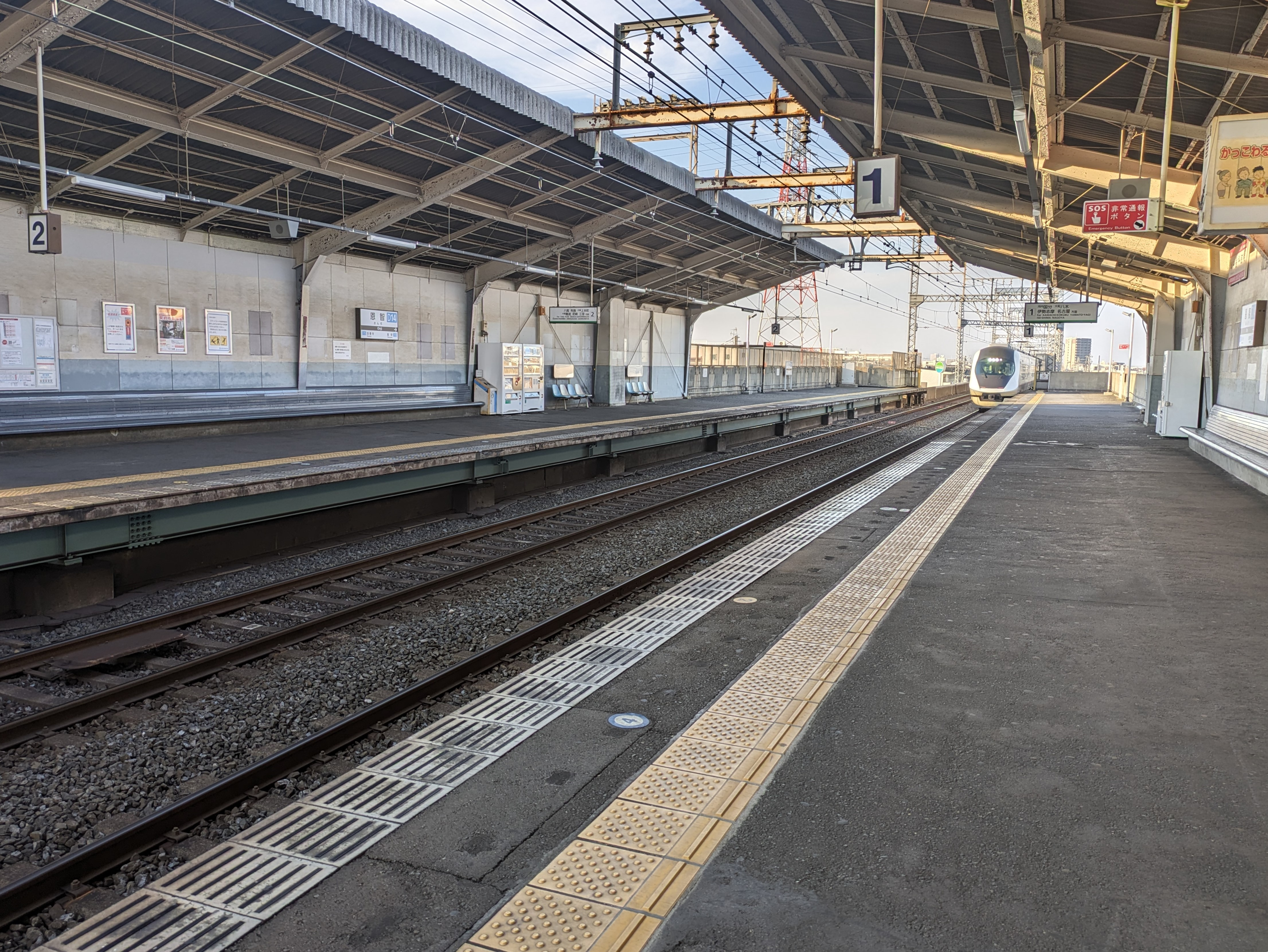
月台(2023年12月)

## 歷史
隨著大阪府內的廣域道路進行工程，大阪外環狀線與大阪線的平交道在1970年（昭和45年）消除，把此站前後區間高架化。
- 1925年（大正14年）9月30日 - 大阪電氣軌道八木線八尾站（現時為近鐵八尾站）至此站之間開通，此站啟用[2]。
- 1927年（昭和2年）7月1日 - 八木線此站至高田站（現時為大和高田站）之間開通[2]。
- 1941年（昭和16年）3月15日 - 大阪電氣軌道與参宮急行電鐵合併，關西急行鐵道成立[2]。
- 1944年（昭和19年）6月1日 - 關西急行鐵道與南海鐵道（為南海電氣鐵道的前身）合併，成為近畿日本鐵道的車站[2]。
- 1970年（昭和45年）
  - 5月15日 - 上行線高架化。
  - 10月29日 - 下行線高架化，同時車站向大阪上本町方向遷移0.1公里。
- 2007年（平成19年）4月1日 - 車站可以使用PiTaPa[3]。
- 2012年（平成24年）3月20日 - 成為區間準急停靠站。

## 車站構造
本站為高架車站，設有2面2線的相對式月台。各月台與大堂之間各設有升降機。車站只有一處閘口並設於地面上。月台位於2樓，可容納6卡車廂。在閘內設有男女廁所（濕廁）。
此站是由近鐵八尾站管理的有人車站。設有可使用PiTaPa、ICOCA的自動閘機和自動補票機（可支援回數卡及IC卡，以及IC卡增值功能）。

### 月台
| 月台 | 路線   | 上下行 | 方向                                             |
| ---- | ------ | ------ | ------------------------------------------------ |
| 1    | 大阪線 | 下行   | 河內國分、大和八木、伊勢志摩、名古屋方向         |
| 2    | 大阪線 | 上行   | 八尾、布施、大阪上本町、大阪難波、尼崎、三宮方向 |

## 使用狀況
在2018年11月13日，1日的上下車人次為5,316人。
以下為各年度1日平均乘車、上下車人次列表。
| 年度               | 特定日   | 特定日     | 特定日   | 1日平均 乘車人次 | 參考資料 |
| 年度               | 調査日   | 上下車人次 | 乘車人次 | 1日平均 乘車人次 | 參考資料 |
| ------------------ | -------- | ---------- | -------- | ---------------- | -------- |
| 1990年（平成02年） | 11月06日 | 8,178      | 4,056    | 4,395            | [ 6 ]    |
| 1991年（平成03年） | -        | -          | -        |                  |          |
| 1992年（平成04年） | 11月10日 | 7,208      | 3,657    | 4,331            | [ 7 ]    |
| 1993年（平成05年） | -        | -          | -        | 4,146            |          |
| 1994年（平成06年） | -        | -          | -        | 4,093            |          |
| 1995年（平成07年） | 12月05日 | 7,091      | 3,544    | 4,012            | [ 8 ]    |
| 1996年（平成08年） | -        | -          | -        | 3,902            |          |
| 1997年（平成09年） | -        | -          | -        | 3,691            |          |
| 1998年（平成10年） | 11月10日 | 6,627      | 3,182    | 3,547            | [ 9 ]    |
| 1999年（平成11年） | -        | -          | -        | 3,376            |          |
| 2000年（平成12年） | 11月07日 | 6,072      | 3,063    | 3,219            | [ 10 ]   |
| 2001年（平成13年） | -        | -          | -        | 3,138            |          |
| 2002年（平成14年） | -        | -          | -        | 3,010            |          |
| 2003年（平成15年） | 11月11日 | 5,411      | 2,742    | 2,961            | [ 11 ]   |
| 2004年（平成16年） | -        | -          | -        | 2,872            |          |
| 2005年（平成17年） | 11月08日 | 5,021      | 2,537    | 2,844            | [ 12 ]   |
| 2006年（平成18年） | -        | -          | -        | 2,766            |          |
| 2007年（平成19年） | -        | -          | -        | 2,757            |          |
| 2008年（平成20年） | 11月18日 | 5,237      | 2,667    | 2,687            | [ 13 ]   |
| 2009年（平成21年） | -        | -          | -        | 2,581            |          |
| 2010年（平成22年） | 11月09日 | 4,675      | 2,419    | 2,578            | [ 14 ]   |
| 2011年（平成23年） | -        | -          | -        | 2,561            |          |
| 2012年（平成24年） | 11月13日 | 4,721      | 2,333    | 2,588            | [ 15 ]   |
| 2013年（平成25年） | -        | -          | -        | 2,622            |          |
| 2014年（平成26年） | -        | -          | -        | 2,584            |          |
| 2015年（平成27年） | 11月10日 | 4,671      | 2,309    | 2,598            | [ 16 ]   |
| 2016年（平成28年） | -        | -          | -        | 2,611            |          |
| 2017年（平成29年） | -        | -          | -        | 2,739            |          |
| 2018年（平成30年） | 11月13日 | 5,316      | 2,649    |                  | [ 17 ]   |

## 車站周邊
- 恩智神社（日语：恩智神社）
- 常世岐姬神社（日语：常世岐姫神社）
- 恩智川（日语：恩智川）
- 地堡遺址
- 清友幼稚園（日语：清友幼稚園）
- 金光八尾中學・高等學校
- KINSHO超市（日语：近商ストア） 恩智店
- 大阪城市信用金庫（日语：大阪シティ信用金庫） 恩智分店
- 八尾恩智郵局
- 近鐵恩智變電站
- 國道170號（日语：国道170号）（大阪外環狀線（日语：大阪外環状線））
- 巴士路線方面，近鐵巴士（日语：近鉄バス）曾經在高架橋下設有「恩智站前」巴士站，現已停用。

## 相鄰車站
近畿日本鐵道
 大阪線
■快速急行、■急行、■準急
通過
■區間準急、■普通
高安（D13）－恩智（D14）－法善寺（D15）

## 註腳
1. ↑  近畿日本鉄道株式会社. . 近畿日本鐵道. 2010-12: 307. NDL 21906373 （日语）.
2. 1 2 3 4  曾根悟（監修）. . 朝日百科週刊. 2號 近畿日本鐵道 1. 朝日新聞出版. 2010-08-22: 18–23. ISBN 978-4-02-340132-7 （日语）.
3. ↑   (pdf) (新闻稿). 近畿日本鐵道. 2007-01-30  [2016-03-09]. （原始内容存档 (PDF)于2016-08-07） （日语）.
4. ↑  . 近畿日本鐵道.   [2020-10-06]. （原始内容存档于2020-05-06） （日语）.
5. ↑  八尾市統計書
6. ↑  大阪府統計年鑑（平成3年）PDF
7. ↑  大阪府統計年鑑（平成5年）PDF
8. ↑  大阪府統計年鑑（平成8年）PDF
9. ↑  大阪府統計年鑑（平成11年）PDF
10. ↑  大阪府統計年鑑（平成13年）PDF
11. ↑  大阪府統計年鑑（平成16年）PDF
12. ↑  大阪府統計年鑑（平成18年）PDF
13. ↑  大阪府統計年鑑（平成21年）PDF
14. ↑  大阪府統計年鑑（平成23年）PDF
15. ↑  大阪府統計年鑑（平成25年）PDF
16. ↑  大阪府統計年鑑（平成28年）PDF
17. ↑  大阪府統計年鑑（令和元年）PDF

## 外部連結
- 恩智 - 近畿日本鐵道（日語）